# Die Gilde
Die Gilde là trò chơi điện tử thể loại mô phỏng cuộc sống trong đó có xây dựng và quản lý và chiến lược thời gian thật do hãng 4HEAD Studios phát triển và JoWooD Entertainment phát hành. Tác phẩm đã phát hành vào tháng 2 năm 2002 và phát hành ra thị trường quốc tế sau đó.
Trò chơi lấy bối cảnh châu Âu thời Trung cổ từ năm 1400 đến năm 1815. Người chơi sẽ bắt đầu vào vai một nhân vật sau đó bắt đầu xây dựng lên một gia tộc với mục đích được xác định sẵn, nhân vật sẽ chọn một trong số nhiều ngành nghề và bắt đầu phát triển để đạt được mục đích của mình tại thành phố. Tuy nhiên người chơi không phải là gia tộc duy nhất trong thành phố, các gia tộc khác sẽ tìm mọi cách để giành giật thị trường và địa vị xã hội với các mánh khóe khác nhau từ thương mại cho đến pháp luật và chính trị, thậm chí phá hoại và đe dọa...
Bản mở rộng duy nhất của trò chơi là Gaukler, Gruften & Geschütze đã phát hành vào tháng 3 năm 2003, phiên bản cho hệ Nintendo DS là Die Gilde DS đã phát hành vào tháng 4 năm 2009. Phiên bản nối tiếp là Die Gilde 2 đã phát hành vào ngày 29 tháng 9 năm 2006 và phiên bản Die Gilde 3 đã được công bố là đang thực hiện.

## Đón nhận
Trò chơi đã nhận được đánh giá khá tích cực kể từ khi phát hành trên các chuyên về trò chơi điện tử như Gamespot và IGN đã đánh giá trò chơi là 8.5/10, Metacritic là 82% còn Gameranking là 78,83%...
Ron Dulin tại Gamespot đã nói rằng "Một số trò chơi có công nghệ cao hơn nên có một danh sách điều khiển đầy đủ như trò này" và "Âm thanh rất tốt với các bản nhạc rất hòa hợp" chỉ có điều là cơ chế chiến đấu không được tốt lắm. Barry Brenesal tại IGN đã đánh giá trò chơi là "Bạn sẽ không thể tìm thấy thứ gì giống thế".